# Clara Calamai
Clara Calamai (Prato, 7 settembre 1909 – Rimini, 21 settembre 1998) è stata un'attrice italiana.

## Biografia

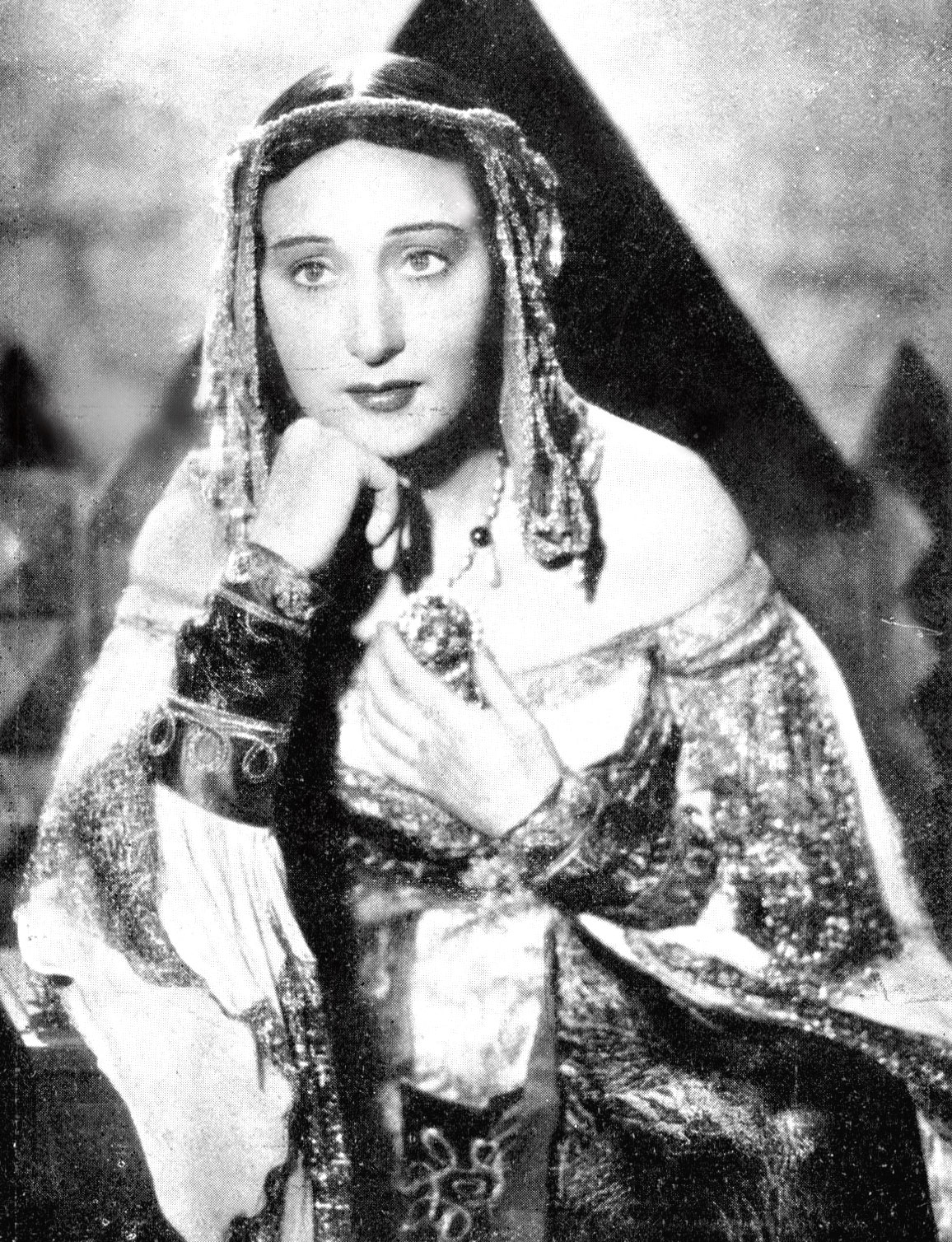
Clara Calamai in Ettore Fieramosca di Alessandro Blasetti (1938)

Debuttò nel 1938 in Pietro Micca, film storico-epico diretto da Aldo Vergano (in cui venne accreditata con lo pseudonimo Clara Mais) e divenne ben presto popolare, interpretando svariati film tra la fine degli anni trenta e l'inizio degli anni cinquanta. La sua apparizione a seno nudo della durata di soli 18 fotogrammi (75 centesimi di secondo) in La cena delle beffe (1942), trasposizione cinematografica dell'omonimo dramma di Sem Benelli, diretta da Alessandro Blasetti, destò enorme scalpore nel pubblico e il film venne vietato ai minori di 16 anni. Per molto tempo la Calamai fu quindi indicata come la prima attrice italiana ad aver mostrato il seno nudo in un film, ma in realtà era stata preceduta da Vittoria Carpi (nel 1941, in un altro film diretto da Alessandro Blasetti, La corona di ferro).
Per tutti gli anni quaranta la Calamai fu una delle attrici cinematografiche italiane più note e amate al pari di Alida Valli, Valentina Cortese, Anna Magnani, la sua rivale Doris Duranti, Marina Berti, Maria Denis, Luisa Ferida, Isa Miranda, Elisa Cegani e Assia Noris. Affascinante e versatile, recitò in film drammatici, in pellicole avventurose, in film d'ambientazione storica e anche nelle edulcorate commedie dei telefoni bianchi. Tuttavia i ruoli che la legarono indissolubilmente alla storia del cinema furono quelli da lei sostenuti successivamente in Ossessione di Luchino Visconti (1943), film precursore del neorealismo, girato in piena seconda guerra mondiale al fianco di Massimo Girotti, dove sostituì all'ultimo momento Anna Magnani (indisponibile a causa della sua gravidanza) e in L'adultera (1946) di Duilio Coletti, grazie al quale vinse il Nastro d'argento alla migliore attrice protagonista nella prima edizione del premio, istituito proprio in quell'anno.
Nel 1945, in seguito al matrimonio, volutamente iniziò a trascurare la carriera, e le sue interpretazioni si fecero, dai primi anni cinquanta, sempre più sporadiche. I ritorni al cinema furono per lo più determinati dalle richieste di amici registi: Visconti la scelse ancora per interpretare il ruolo di una prostituta in Le notti bianche e nel 1967 in un episodio di Le streghe. Mario Bonnard la volle invece in Afrodite, dea dell'amore (1958).
Nel 1960 prese parte allo sceneggiato televisivo della Rai Tom Jones (aveva lavorato già per il piccolo schermo nel 1954 nella prosa Le zitelle di via Hydar e nel 1955 nella pièce televisiva La notte di sette minuti).

Clara Calamai in Profondo rosso di Dario Argento (1975)

Nel 1975 apparve in un piccolo ruolo in La peccatrice di Pier Ludovico Pavoni. Sempre in quell'anno Dario Argento la chiamò per interpretare una folle madre in Profondo rosso, un ruolo diventato emblematico non solo per gli appassionati del genere: questa fu l'ultima apparizione cinematografica dell'attrice. Il film ottenne un grande successo in tutto il mondo (solo in Italia incassò oltre 3 miliardi di lire dell'epoca) e diventò ben presto un cult, celebrato dai cinefili. Dopo Profondo rosso, la Calamai si ritirò definitivamente dal cinema, anche se, fino alla fine degli anni settanta, continuò ad apparire come ospite in alcuni programmi televisivi e prese parte anche ad alcuni programmi e sceneggiati radiofonici. A partire dagli anni ottanta non si seppe più nulla di lei, fino al 1998, quando le due figlie ne comunicarono l'avvenuta morte all'età di 89 anni a causa di un infarto.

## Vita privata
Si sposò una sola volta, con Leonardo Bonzi, dal quale ebbe le sue due figlie. Il matrimonio, celebrato nel 1945, venne annullato nel 1959 dalla Sacra Rota.
L'attrice si legò in seguito a Valerio Andreoni, generale d'aviazione.

## Omaggi
- Le è stato intitolato un piazzale a Prato, sua città natale.
- Nel settembre 2022, in occasione della collocazione nel cimitero di una stele in sua memoria, sormontata da un busto in bronzo eseguito nel 1943 da Ferruccio Vecchi, la città di Rimini ha realizzato presso la Biblioteca Civica Gambalunga, in collaborazione con i nipoti dell'attrice, Zia Clara, una piccola mostra che prevedeva la proiezione di alcuni suoi film e l'esposizione di foto, abiti, quadri e altri oggetti a lei appartenuti.

## Filmografia

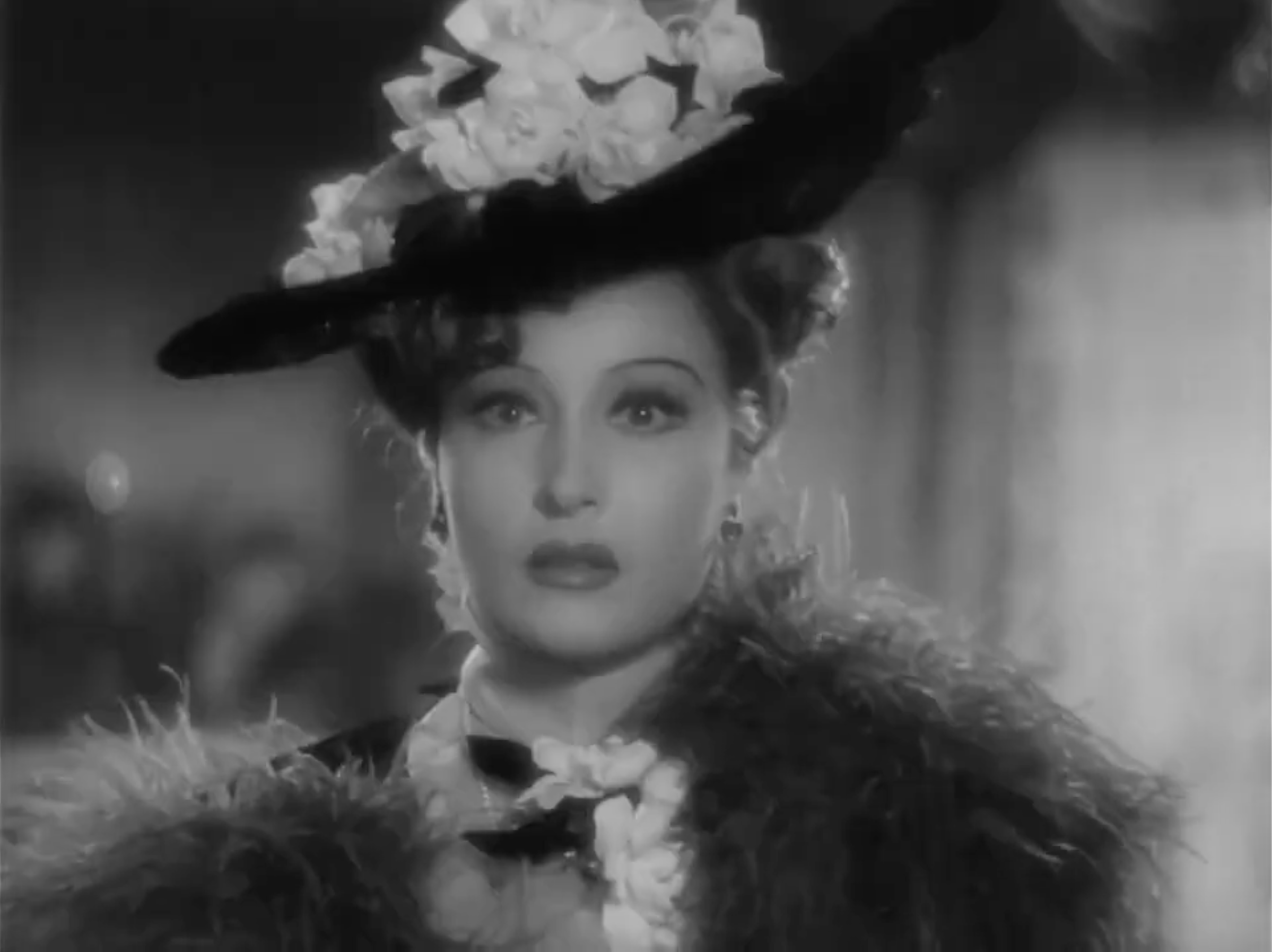
Clara Calamai in Addio giovinezza! di Ferdinando Maria Poggioli (1940)

Clara Calamai in La cena delle beffe di Alessandro Blasetti (1942)

- Pietro Micca, regia di Aldo Vergano (1938) accreditata come Clara Mais
- Hanno rapito un uomo, regia di Gennaro Righelli (1938)
- Il destino in tasca, regia di Gennaro Righelli (1938)
- Ettore Fieramosca, regia di Alessandro Blasetti (1938)
- Io, suo padre, regia di Mario Bonnard (1939)
- Il fornaretto di Venezia, regia di Duilio Coletti (1939)
- Il socio invisibile, regia di Roberto Roberti (1939)
- L'eredità in corsa, regia di Oreste Biancoli (1939)
- Boccaccio, regia di Marcello Albani (1940)
- Le sorprese del vagone letto, regia di Gian Paolo Rosmino (1940)
- Capitan Fracassa, regia di Duilio Coletti (1940)
- Addio giovinezza!, regia di Ferdinando Maria Poggioli (1940)
- Manovre d'amore, regia di Gennaro Righelli (1941)
- Caravaggio, il pittore maledetto, regia di Goffredo Alessandrini (1941)
- Il re del circo, regia di Hans Hinrich (1941)
- I mariti (Tempesta d'anime), regia di Camillo Mastrocinque (1941)
- Luce nelle tenebre, regia di Mario Mattoli (1941)
- L'avventuriera del piano di sopra, regia di Raffaello Matarazzo (1941)
- I pirati della Malesia, regia di Enrico Guazzoni (1941)
- Brivido, regia di Giacomo Gentilomo (1941)
- La cena delle beffe, regia di Alessandro Blasetti (1942)
- La guardia del corpo, regia di Carlo Ludovico Bragaglia (1942)
- La regina di Navarra, regia di Carmine Gallone (1942)
- Le vie del cuore, regia di Camillo Mastrocinque (1942)
- Ossessione, regia di Luchino Visconti (1943)
- Una piccola moglie, regia di Giorgio Bianchi (1943)
- Addio, amore!, regia di Gianni Franciolini (1943)
- Enrico IV, regia di Giorgio Pastina (1943)
- Sorelle Materassi, regia di Ferdinando Maria Poggioli (1944)
- Due lettere anonime, regia di Mario Camerini (1945)
- La resa di Titì, regia di Giorgio Bianchi (1945)
- Il mondo vuole così, regia di Giorgio Bianchi (1946)
- L'adultera, regia di Duilio Coletti (1946)
- Il tiranno di Padova, regia di Max Neufeld (1946)
- Ultimo amore, regia di Luigi Chiarini (1947)
- Quando gli angeli dormono, regia di Gilberto Gascon (1947)
- Amanti senza amore, regia di Gianni Franciolini (1948)
- Vespro siciliano, regia di Giorgio Pàstina (1949)
- Romanticismo, regia di Clemente Fracassi (1951)
- Il moschettiere fantasma, regia di Max Calandri (1952)
- Carne inquieta, regia di Silvestro Prestifilippo (1952)
- Le notti bianche, regia di Luchino Visconti (1957)
- Afrodite, dea dell'amore, regia di Mario Bonnard (1958)
- Le streghe, episodio La strega bruciata viva, regia di Luchino Visconti (1967)
- La peccatrice, regia di Pier Ludovico Pavoni (1975)
- Profondo rosso, regia di Dario Argento (1975)

## Prosa televisiva RAI
- Le zitelle di via Hydar di Enzo Duse, regia di Silverio Blasi, trasmessa il 31 dicembre 1954.
- La notte di sette minuti di Georges Simenon e Charles Méré, regia di Alessandro Brissoni, trasmessa il 6 marzo 1955.
- Tom Jones di Henry Fielding, regia di Eros Macchi, sceneggiato in 6 puntate trasmesso dal 29 maggio al 3 luglio 1960.

## Riconoscimenti
- Nastro d'argento
  - 1946 – Migliore attrice protagonista per L'adultera

## Doppiatrici
- Lydia Simoneschi in Luce nelle tenebre, Il tiranno di Padova, Amanti senza amore, Vespro siciliano
- Tina Lattanzi in Il fornaretto di Venezia, Capitan Fracassa
- Lia Orlandini in Ettore Fieramosca
- Giovanna Scotto in Romanticismo
- Isa Bellini in Profondo rosso